# Marie Appriou
Marie Appriou née en Gironde est double championne du monde de boomerang.

## Biographie
Née dans une famille de passionnés de boomerang, sa mère Sonia Appriou détient le record du monde de "Maximum de temps en l'air". Marie Appriou commence à pratiquer le boomerang à 5 ans et participe à son premier championnat du monde en 2008 à Seattle. Par la suite, elle enchaîne les compétitions. Marie Appriou est couronnée championne du monde dans la catégorie sénior féminine, sur les six épreuves individuelles combinées de boomerang en 2018 à Albuquerque (États-Unis). Elle devient championne d'Europe en 2019. Et remporte de nouveau le titre de championne du monde en 2022.
Professeure d'éducation physique et sportive, Marie Appriou cherche à promouvoir le boomerang qui reste encore très peu connu et médiatisé, il est reconnu comme pratique sportive en 2012.